# Salle Colonne
Pour les articles homonymes, voir Colonne.
Résidence
La salle Colonne est une salle de concerts de musique classique située 94 boulevard Auguste-Blanqui dans le 13e arrondissement de Paris, inaugurée en 1937 par l'Orchestre Colonne et acquise par l'Association artistique des concerts Colonne en 2010. D'une capacité d'environ 200 places, elle est essentiellement destinée aux concerts de musique de chambre et aux récitals. Lieu de répétitions de son orchestre en résidence, la structure accueille également d'autres formations et dispose d'un studio d'enregistrement. 

## Historique

### De la «salle Blanqui» au «studio Akustica»
Le bâtiment du 94, boulevard Auguste-Blanqui est construit au début des années 1930 au pied de la Butte-aux-Cailles par la Chambre syndicale typographique parisienne qui reçoit dans ses murs, le 22 novembre 1937, le syndicat du livre-papier, moyennant l'ajout de deux étages. L'immeuble devient alors la « Maison du livre »,. Les syndicats tiennent là, à « Blanqui », leurs assemblées historiques. Constituée d'un parterre, d’une scène et d’un balcon, la salle est inaugurée la même année par l'Orchestre Colonne dirigé par Paul Paray. Ses qualités acoustiques lui valent d'être remarquée par la firme discographique Philips qui en fait son studio d'enregistrement parisien pendant près de cinquante ans. Parallèlement, l'Orchestre Colonne qui, comme bon nombre d'autres formations, n'a jamais bénéficié, en cent-quarante ans d'existence de salle propre, utilise l'endroit devenu « salle Akustica » comme lieu plus ou moins aléatoire de répétitions dans un Paris dont la faible infrastructure musicale impose le nomadisme aux orchestres.

### «De travailleurs à travailleurs»
En 2010, à l'initiative de Laurent Petitgirard, dont le mandat triennal a été par trois fois renouvelé par ses musiciens, l'assemblée générale de l'orchestre constitué en société coopérative ouvrière de production décide d'en acquérir les murs et d'y faire réaliser les travaux nécessaires à sa mise aux normes de sécurité et à la correction de son acoustique. Selon le directeur musical, « les syndicalistes ont été sensibles au fait qu'une coopérative ouvrière gère l'orchestre. En un sens ces murs sont allés de travailleurs à travailleurs. » Après un chantier de six mois, d'un coût de plus d'un million d'euros (acquisition et travaux confondus, pour le financement desquels l'association artistique a dû vendre les locaux de son siège social de la rue Édouard-Colonne et s'endetter sur vingt ans), portant sur la rénovation et l'embellissement, l'insonorisation et la climatisation, la salle Colonne est inaugurée le 30 novembre 2010. 

## La salle de l'Orchestre Colonne
Portant le même nom que l'Orchestre, celui de son fondateur Édouard Colonne, la salle est désormais l'outil de travail de la seule formation parisienne, en dehors de l'Orchestre de l'Opéra national de Paris, à disposer d'un lieu de répétition en propre. Pour Laurent Petitgirard, « c’est un atout formidable pour le travail et la progression de cette formation qui reste, par sa programmation et sa politique tarifaire, un exemple unique en France. » La décision de l'Association artistique des concerts Colonne de mettre la salle à disposition des autres formations répond au moins en partie et au moins localement à la carence de structures de ce type à Paris et à l'attente du public du 13e arrondissement qui devait se satisfaire jusque-là des seules prestations, au Théâtre 13, des solistes de l'Ensemble orchestral de Paris et, au théâtre Dunois, de l'Ensemble Aleph. En dehors des salles Gaveau ou Cortot les salles à la taille et au caractère intimistes offrant une alternative, pour un premier concert, une recherche de proximité avec le public ou simplement pour un travail de qualité dans de bonnes conditions d'exécution, aux grands paquebots que sont les théâtres du Châtelet, des Champs-Élysées ou la salle Pleyel ne sont pas monnaie courante dans la capitale. L'intérêt porté dès le début du projet par nombre de musiciens démontre à quel point cette structure était nécessaire dont le directeur musical de l'orchestre Colonne déclare : « Si ce lieu pouvait accueillir un enregistrement le matin, une répétition l'après-midi et un concert le soir cela m'irait très bien. »

### Structure
D'une superficie de près de 400 mètres carrés avec un parterre de 280 m2 pouvant accueillir 199 spectateurs, la salle dispose d'une scène de 90 m2 susceptible de recevoir simultanément orchestres et chœurs à l'effectif important. Le balcon comportant 200 sièges n'a pas été restauré et n'est donc pas utilisé. Elle est équipée d'un piano Steinway de concert, et d'un piano Fazioli de concert F 278.Un système réglable de panneaux et rideaux acoustiques permet de faire varier la « couleur » du lieu et notamment le temps de réverbération de la salle afin de l'adapter aux contraintes des enregistrements. La configuration de son parterre permet également l'organisation de manifestations événementielles.

### Acoustique
L'« esprit du lieu » est à la musique de chambre et au récital de piano. La salle Colonne dont la configuration est adaptée à ce type de concerts y sonne particulièrement bien et son ambiance est « chaleureuse et conviviale ». Lors de la série de concerts donnés par Jean-Philippe Collard pour l'inauguration de la salle, la disposition du piano sur le parterre a pu se révéler gênante pour le côté visuel du récital. L'acoustique en revanche s'est avérée « globalement satisfaisante, naturelle quoiqu’un peu trop réverbérée dans les forte. »

## Programmation

### Concerts
Concert inaugural
Du 4 avril 2011 au 11 mai 2011, Jean-Philippe Collard a inauguré les activités publiques de la salle Colonne avec une formule de vingt-et-un concerts placés sous le signe de Franz Liszt et de sa sonate pour piano en si mineur, année Liszt oblige. C'est la configuration spécifique de la salle qui a incité le pianiste à accepter ce projet : piano au centre du parterre et public autour, permettant de « garder la capacité de parler dans les nuances les plus ténues aux auditeurs du dernier rang » comme le prévoient les œuvres de la période romantique composées pour un auditoire réduit. Proximité avec le public et résidence sur plusieurs semaines définie par le musicien comme « une tournée de concerts qui tourne sur place », lui ont permis de composer, sur son propre piano, autour de la sonate, des programmes de récital ou de musique de chambre différents chaque soir avec, selon sa sensibilité et celle du public, des œuvres de  Johann Sebastian Bach, Wolfgang Amadeus Mozart, Frédéric Chopin, Robert Schumann, Modest Moussorgski, Alexandre Scriabine, Serguei Rachmaninov, Gabriel Fauré, Claude Debussy, Maurice Ravel, Olivier Messiaen ou Henri Dutilleux, en compagnie selon le cas de Michel Béroff ou Bruno Rigutto au second piano, Emmanuelle Bertrand ou Henri Demarquette au violoncelle ou Augustin Dumay au violon.
Concerts suivants

### Répétitions
Outre le travail régulier de l'Orchestre résident, Emmanuel Krivine, Marc Minkowski, François-Xavier Roth utilisent la salle Colonne pour les répétitions de leurs ensembles.

### Enregistrements
William Christie et Hervé Niquet utilisent la salle Colonne pour leurs enregistrements.

### Pédagogie
L'Association artistique des Concerts Colonne a conclu un accord avec la Fondation Culture et Diversité afin de favoriser l'accès des jeunes à la musique. Des classes d'élèves peuvent ainsi assister aux répétitions de l'Orchestre dans la salle rénovée.

## Accès
Ce site est desservi par la station de métro Glacière.